# Сервабад
Серваба́д, или Серраба́д, или Сулаве́, или Сеулава (перс. سروآباد‎, сорани سەوڵاوا) — небольшой город на западе Ирана, в провинции  Курдистан. Административный центр шахрестана Сервабад. По данным переписи, на 2006 год население составляло 3 707 человек.

## География
Город находится в юго-западной части Курдистана, в горной местности, на высоте 1130 метров над уровнем моря.
Сервабад расположен на расстоянии приблизительно 55 километров к западу от Сенендеджа, административного центра провинции и на расстоянии 442 километров к западу от Тегерана, столицы страны.